# Charles-Éléonore Dufriche-Desgenettes

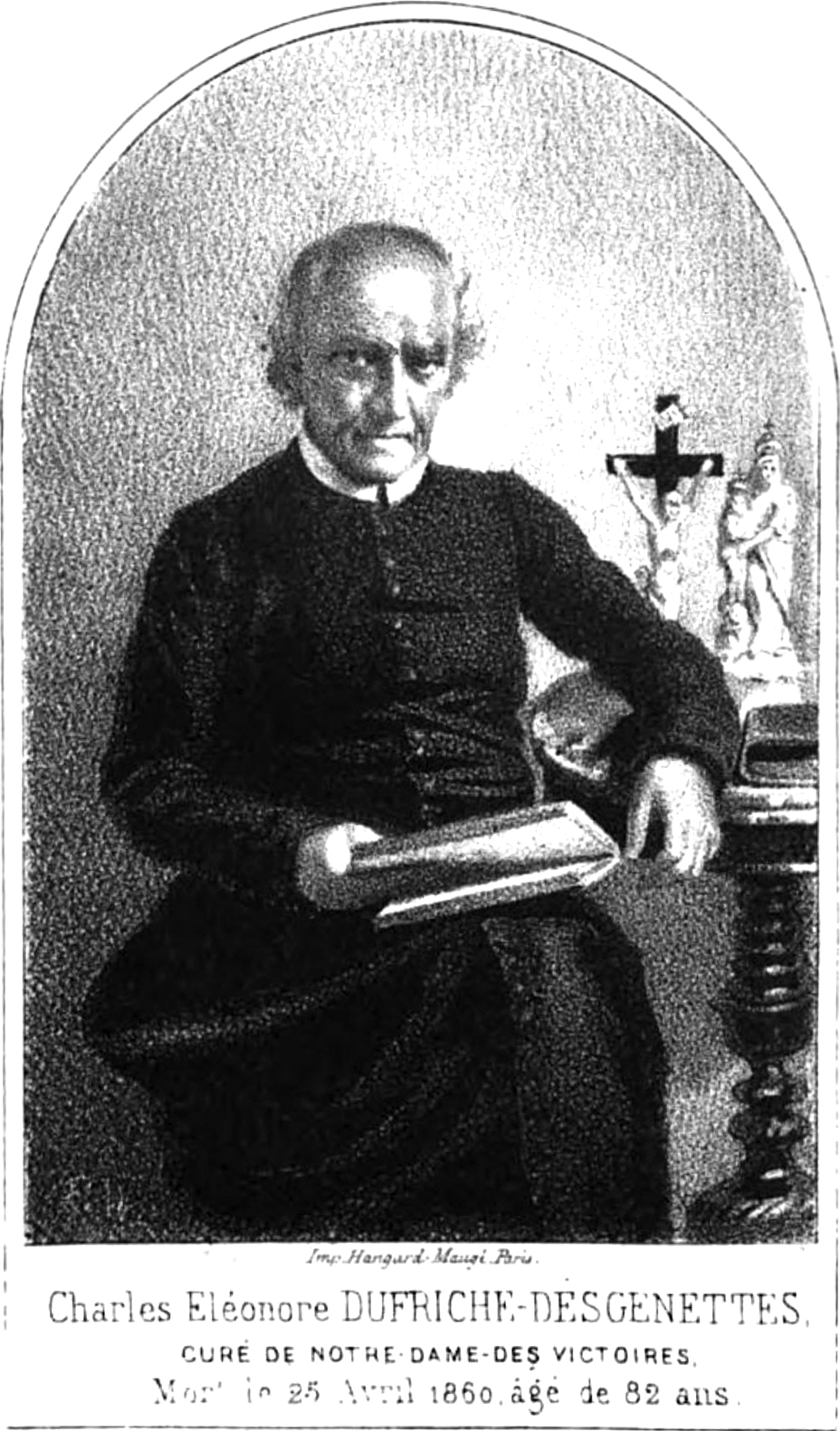
Charles-Éléonore Dufriche-Desgenettes.

Charles-Éléonore Dufriche-Desgenettes (Alençon, 10 de agosto de 1778 – Paris, 25 de abril de 1860) foi um padre francês que fundou a Arquiconfraria do Santo e Imaculado Coração de Maria. 

## Biografia
Foi ordenado sacerdote em 1805 e estava na diocese de Séez. Foi pároco da Igreja de Nossa Senhora das Vitórias em Paris desde 1832. 
Em 3 de dezembro de 1836, teve a ideia de consagrar a paróquia ao Imaculado Coração para a conversão dos pecadores. Em 11 de dezembro, ela criou um grupo de fiéis para a conversão dos pecadores sob a proteção do Imaculado Coração. Com base nisso, fundou a Arquiconfraria do Imaculado Coração, que foi aprovada pelo Papa Gregório XVI em 1838.  